# Самуил Марокканский
Самуил Марокканский (ок. 1130, Багдад — ок. 1180, Мераге), также Самуил абу-Наср ибн-Аббас (Samuel Abu Naṣr ibn Abbas), после принятия ислама — Ибн Яхья аль-Магриби аль-Самуал (Ibn Yahyā al-Maghribī al-Samaw‘al) — арабский философ, математик, врач и астроном еврейского происхождения, принявший ислам в 1163 году. Автор знаменитого сочинения «Ifham al-Jahud» («Опровержение евреев») об ошибках своей первой веры.
Другой вариант имени — Самуель Мароккский (Марокский). У Иосифа Самбари и в «Юхасине» («Juchasin»), летописи Авраама Закуто, назван Самуилом бен-Азария (Samuel ben Azariah).

## Биография
Сын раввина Иегуды ибн-Аббаса из Феса (Марокко). Изучал философию, математику и медицину. С научными целями путешествовал по Ираку, Сирии, Азербайджану и Когистану. В городе Мераге он стал уверять, что ему дважды являлся пророк Мухаммед, вследствие чего он перешёл в ислам (1163), приняв имя Самау-аль-Яхья аль-Маграби.

## Труды

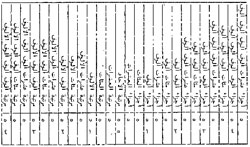
Иллюстрация из математического сочинения

### «Сияние алгебры»
Он развил алгебраические методы в своей работе «al-Bahir fi’l-jabr» («Сияние алгебры»), которая также содержит информацию о ныне утерянных работах аль-Караджи (например, его введение в «треугольник Паскаля»). Там он изучал кольца многочленов, описал их арифметику, в том числе с отрицательными показателями, и дал методы нахождения их корней (схема Горнера). Он завершил работу аль-Караджи, добавив определения {\displaystyle x^{0}=1} и {\displaystyle x^{-n}=1/x^{n}} для вывода формулы {\displaystyle x^{n}x^{m}=x^{n+m}} для всех целых {\displaystyle n} и {\displaystyle m}.
Он первым точно описал процесс арифметизации алгебры, утверждая, что он предполагает использование всех арифметических операций для работы с неизвестными так же, как это делается с известными величинами.
Аль-Самуал также описал решение неопределённых уравнений, таких как:
- нахождение {\displaystyle x}, чтобы {\displaystyle ax^{n}} было квадратом;
- нахождение {\displaystyle x}, чтобы {\displaystyle ax^{n}+bx^{n-1}} было квадратом.

Он также описал арифметику для отрицательных величин, включая правила умножения:
Умножение отрицательного числа — al-nāqiṣ (убыток) — на положительное число — al-zāʾid (прибыль) — отрицательно, а на отрицательное число — положительно. Если мы вычитаем отрицательное число из большего отрицательного числа, остаток будет их отрицательной разностью. Разность останется положительной, если мы вычтем отрицательное число из меньшего отрицательного числа. Если мы вычтем отрицательное число из положительного числа, остаток будет их положительной суммой.Ибн Яхья аль-Магриби аль-Самуал
Одним из самых значительных его достижений является использование ранней формы математической индукции. Он не был первым, кто использовал подобное рекурсивное рассуждение; ранее это также делал аль-Караджи. Доказательство, которым он гордился больше всего и которое не встречается в более ранних текстах, было доказательство формулы:{\displaystyle 1^{2}+2^{2}+3^{2}+\ldots +n^{2}={\frac {1}{6}}n(n+1)(2n+1)}Его также порадовал успех в рационализации выражения {\displaystyle {\sqrt {30}}+{\sqrt {5}}+{\sqrt {6}}}, поскольку аль-Караджи в этом преуспеть не смог.
Аль-Самуал развил идеи своих предшественников до такого уровня, которого европейские математики достигли лишь много веков спустя.

### «Опровержение евреев»
Им написан полемический трактат «Ifham al-Jahud» («Опровержение евреев»), известный также под названием «Китаб-аль-Накд валь-Ибрам» (Kitab-al-naḳd wal-ibram). В этом сочинении автор доказывает, что необходимо от времени до времени изменять законы, что в действительности часто и делалось у евреев. Он доказывает, что Иисус и Магомет были пророками, ссылаясь в подтверждение этого факта на тексты Святого Писания: о первом упоминается в книге Быт. 49:10, о втором там же, Быт. 17:2 («דאמ דאמב» имеет то же численное значение, что и «דמחמ» — Магомет). Далее он утверждает, что современные ему евреи обладают Торой Ездры, а не Моисея и что слишком много постановлений было добавлено к ней мудрецами Мишны и Гемары.
Давид Кауфман доказал, что Абрам ибн-Дауд в 1161 году знал об этом трактате. Маймонид, по-видимому, тоже ссылается на него в своём «Игерет Тейман» («Йеменском послании»); никакого другого влияния на еврейскую литературу этот трактат, согласно ЕЭБЕ, не имел. Винер поместил часть Ifham’a, имеющую отношение к Давиду Алрои, в «Эмек га-Баха» (стр. XXV).

#### Переводы

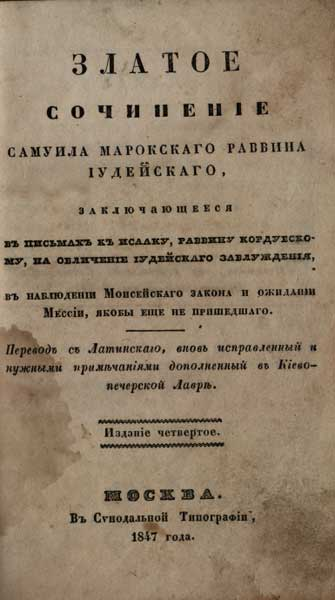
Обложка издания 1847 года

На основании «Jfham al-Jahud» в XV веке была составлена известная антиеврейская брошюра под названием «Epistola Samuelis Maroccani», которая была переведена с арабского на латинский язык, как предполагают, Альфонсом Бонигоминисом. Включая и первое издание 1475 г., эта брошюра выдержала девять изданий на латинском языке, пять на немецком и пять на итальянском. В Эскориале хранится рукопись испанского перевода.
В Новгороде был сделан церковнославянский русский перевод 1504 года — «Учителя Самуила слово обличительное» с латинского «Rationes breves magni rabi Samuelis iudaei nati».
Английский перевод появился в Йорке под заглавием «Благословенный еврей из Марокко, или чёрный Мавр, ставший белым» (1649; «The blessed Jew of Marocco: or, A Blackmoor made white…»).
Русский перевод, сделанный с латинского иеромонахом Варлаамом (Гловацким), был издан пять раз в Санкт-Петербурге (1779, 1782, 1789, 1827 и 1837) и один раз в Киево-Печерской лавре (1855) под названием «Златое сочинение Самуила Мароккского, раввина иудейского, заключающееся в письмах к Исааку, раввину Кордубскому, на обличение иудейского заблуждения».

#### Русские издания
- Самуил Марокканский. Златое сочинение Самуила раввина иудейского. Новое издание / [пер. иеромонаха Варлаама]. — СПб.: [Тип. Богдановича], 1787. — 100 с.

### «Наслаждение любовью в обществе близких»
Аль-Самуал получил медицинское образование в молодости и практиковал свои навыки во время путешествий, завоевав известность как опытный врач. Несколько правителей обратились к нему за помощью, стремясь иметь лучших врачей. В своих трудах он упоминал о разработке лекарств, которые обладали почти чудодейственными свойствами, хотя подробности об этих средствах не сохранились.
Единственный медицинский труд аль-Самуала, который дошел до нас, «Наслаждение любовью в обществе близких» («Nuzhar al-ashàb fi mu‘àsharat al-aḥbàb»), представляет собой своеобразное руководство по сексу, включающее множество эротических историй. Этот труд также демонстрирует его наблюдательность и научный подход в описании различных заболеваний. Особенно аль-Самуал проявил интерес к психологическим аспектам болезней. В качестве средства от депрессии он предлагал хорошо освещенные дома, вид на текущую воду и зелень, теплые ванны и музыку.

### Другие
Большинство его работ не сохранились, но, как сообщается, он написал 85 книг и статей. Среди прочих его работ также были:

##### Астрономия
- «Книга воспитания в науке о звёздах»
- «Книга о раскрытии недостатков астрологов и их ошибок в большинстве действий и предсказаний»[15] («Kashfʿawàr al‐munajjimín wa‐ghalatihim fi akthar al‐aʿmal wa‐ʾl‐ahkàm»), в которой он оспаривает научную ценность астрологии[9].

##### Философия
Менее известные философские сочинения аль-Самуала описаны Штейншнейдером.
Рукописное сочинение «Disputatio Abutalib Saraceni et Samuelis Judaei», состоящее из семи посланий, переведённых с арабского языка на латинский Альфонсом Бонигоминисом, возможно, имеет отношение к аль-Самуалу.